# Eulipotyphla
Bộ Eulipotyphla (nghĩa là "thực sự mập và mù") là một bộ động vật có vú được đề xuất bằng các phương pháp tái tạo phân tử, và bao gồm các thành viên nhánh Laurasiatheria của bộ đa hình ngày nay không còn hợp lệ (Lipotyphla), nhưng không phải là các thành viên nhánh Afrotheria (tenrec và chuột chũi vàng, hiện thuộc bộ riêng của chúng, Afrosoricida).
Bộ Eulipotyphla gồm nhím gai và nguyệt thử (họ Erinaceidae, trước đây là Erinaceomorpha), chuột chù răng khía (họ Solenodontidae), chuột chũi desman, chuột chũi và chuột chũi giống chuột chù (họ Talpidae) và chuột chù thực sự (họ Soricidae). Chuột chù thực sự, các loài họ Talpidae và solenodon trước đây được nhóm vào bộ Soricomorpha; tuy nhiên, bộ Soricomorpha đã được tìm thấy là dị cảm, vì các loài Erinaceidae là nhóm chị em của chuột chù.

## Phân loại
- Bộ Eulipotyphla (= 'Lipotyphla' - Afrosoricida = 'Erinaceomorpha' + 'Soricomorpha')
  - Họ Erinaceidae (nhím chuột)
    - Phân họ Erinaceinae: nhím gai
    - Phân họ Galericinae: nguyệt thử

  - Họ Soricidae (chuột chù)
    - Phân họ Crocidurinae: chuột chù răng trắng
    - Phân họ Soricinae: chuột chù răng đỏ
    - Phân họ Myosoricinae: chuột chù răng trắng châu Phi

  - Họ Talpidae (chuột chũi)
    - Phân họ Talpinae: chuột chũi Cựu thế giới
    - Phân họ Scalopinae: chuột chũi Tân thế giới
    - Phân họ Uropsilinae: chuột chũi giống chuột chù

  - Họ Solenodontidae: solenodon (chuột chù răng khía)
  - † Họ Nesophontidae: chuột chù Tây Ấn đã bị tuyệt chủng
  - † Họ Amphilemuridae
  - † Họ Plesiosoricidae

Bản sao cấp độ họ của các mối quan hệ của các loài bộ Eulipotyphla còn sinh tồn, theo Roca et al. và Brace et al.:

|  | †Nesophontidae |
|  |                |
|  | Solenodontidae |
|  |                |

|  | Talpidae                                                  |
|  |                                                           |
|  | \| \| Soricidae \| \| \| \| \| \| Erinaceidae \| \| \| \| |
|  |                                                           |
|  | Soricidae                                                 |
|  |                                                           |
|  | Erinaceidae                                               |
|  |                                                           |

|  | Soricidae   |
|  |             |
|  | Erinaceidae |
|  |             |

|  | †Nesophontidae |
|  |                |
|  | Solenodontidae |
|  |                |

|  | Talpidae                                                  |
|  |                                                           |
|  | \| \| Soricidae \| \| \| \| \| \| Erinaceidae \| \| \| \| |
|  |                                                           |
|  | Soricidae                                                 |
|  |                                                           |
|  | Erinaceidae                                               |
|  |                                                           |

|  | Soricidae   |
|  |             |
|  | Erinaceidae |
|  |             |

Các phân nhóm cơ sở trên và dưới trong bảng lần lượt là các phân bộ Solenodonota và Erinaceota, theo thứ tự. Hai nhánh này được ước tính đã tách ra ~ 72-74 triệu năm trước. Họ Nesophontidae và Solenodontidae được cho là đã tách ra khoảng 57 triệu năm trước đây. Thời gian tách ra của các loài họ Talpidae so với họ Soricidae cộng với họ Erinaceidae, và cho họ Soricidae so với họ Erinaceidae, đã được ước tính là vào khoảng 69 triệu năm và 64 triệu năm theo thứ tự.